# Hipnagogični pop
Hipnagogični pop (včasih se pojem uporablja zamenljivo s "chillwave" ali "glo-fi") je podzvrst pop glasbe, ki izvira iz 21. stoletja, ali pa splošen pristop h glasbi, ki raziskuje prvine kulturnega spomina in nostalgije, tako da črpa navdih iz glasbe, razvedrilnih storitev in tehnologije snemanja zvoka, ki izvirajo iz preteklosti, zlasti iz 1980-ih. Zvrst se je razvila od sredine do konca 2000-ih let v ZDA, ko so se ameriški izvajalci nekomercialne glasbe začeli zatekati k retro estetiki, kakršno so imeli v spominu iz otroštva – rock glasba z radijskih postaj iz 80-ih, new age glasba, MTV, one-hit wonderji in sintesajzerska glasbena podlaga hollywoodskih filmov, pa tudi analogno snemanje in zastarela popkultura.
Pojem je skoval novinar David Keenan v izdaji revije The Wire avgusta 2009, da je z njim označil razvijajoči se trend, ki ga je opisal kot "pop glasba, refraktirana skozi spomin na spomin." Pozornost kritikov je dosegel v poznih 2000-ih letih, ko so z njim opisovali izvajalce, kot sta Ariel Pink in James Ferraro. Ta zvrst glasbe je bila že večkrat opisana kot posodobitev psihedelične glasbe, kot ponovni prevzem nadzora nad kapitalistično kulturo, nasičeno z mediji, in kot "ameriški bratranec" britanske scene "hauntology". Zvrst je bila deloma tudi navdih za razvoj internetnega gibanja vaporwave, ki je še ojačalo njeno nagibanje k eksperimentiranju.

## Izvajalci
- Spencer Clark[5][12]
- Devendra Banhart[13]
- Ducktails[4][14]
- Emeralds[5]
- James Ferraro[5][8][12]
- Hype Williams[15]
- LA Vampires[6]
- Matrix Metals[6][4]
- John Maus[13]
- Neon Indian[16]
- Oneohtrix Point Never[5][8]
- Peaking Lights[13]
- Ariel Pink[5][7]
- Pocahaunted[5][7]
- Puro Instinct[6]
- Rangers[6]
- Sun Araw[14][4]
- Toro y Moi[14]
- Gary War[17]
- Zola Jesus[5][7]